# اوله سایزون
اوله سایزون (اوکراینی: Сизон Олег Фёдорович؛ زادهٔ ۱ فوریهٔ ۱۹۷۷) بازیکن فوتبال اهل اوکراین است.